# Hello, I'm Johnny Cash
Hello, I'm Johnny Cash är ett musikalbum av Johnny Cash släppt i januari 1970 på Columbia Records. Albumet består av inspelningar från februari till september 1969. Mest kända låten på skivan är Johnny Cashs duett med June Carter i "If I Were a Carpenter". Skivan innehåller även singlarna "Blistered" och "See Ruby Fall" som båda gjorde bra ifrån sig på Billboards countrysingellista i USA. Skivan innehåller även Cashs första cover av en Kris Kristofferson-låt, "To Beat the Devil".

## Låtlista
(kompositör inom parentes)
1. "Southwind" (Cash) - 3:15
2. "Devil to Pay" (Leon Rusk, Merle Travis) - 3:28
3. "'Cause I Love You" (Cash) - 2:34
4. "See Ruby Fall" (Cash, Roy Orbison) - 2:52
5. "Route No. 1, Box 144" (Cash) - 2:28
6. "Sing a Traveling Song" (Ken Jones) - 3:08
7. "If I Were a Carpenter" (Tim Hardin) - 3:00
8. "To Beat the Devil" (Kris Kristofferson) – 4:22
9. "Blistered" (Billy Ed Wheeler) – 2:25
10. "Wrinkled Crinkled Wadded Dollar Bill" (Vincent Matthews) – 2:32
11. "I've Got a Thing About Trains" (Jack Clement) – 2:50
12. "Jesus Was a Carpenter" (Chris Warren) – 3:57

## Listplaceringar
| Lista (1970)   | Position            |
| -------------- | ------------------- |
| Australien     | 9 (Go Set)          |
| Danmark        | 10                  |
| Kanada         | 8 (RPM)             |
| Norge          | 7 (VG-lista)        |
| Storbritannien | 6 (UK Albums Chart) |
| Sverige        | 14* (Kvällstoppen)  |
| USA            | 6 (Billboard 200)   |